# Дхрітіман Мукерджі
Дхрітіман Мукерджі (нар.1 січня 1975, Барасат, Західний Бенгал, Індія) — професійний індійський фотограф дикої природи й природозахисник, співавтор книги «Магічне біорізноманіття Індії», співзасновник журналу про дику природу «Saevus». [Архівовано 26 жовтня 2020 у Wayback Machine.] Один з найвидатніших сучасних фотографів дикої природи, отримав численні національні й міжнародні нагороди, зокрема нагороду «Герой Землі» від Королівського банку Шотландії. Один із суддів Міжнародного національного конкурсу фотографії, що організовує уряд Індії.
Дхрітіман фотографує дику природу понад 300 днів на рік протягом 20 років. Сертифікований водолаз та альпініст. Зробив знімки майже всіх національних парків і заповідників Індії, а також відвідав близько 35 країн світу. Його роботи регулярно публікуються у BBC Wildlife magazine, BBC Knowledge, National Geographic traveller, Lonely Planet [Архівовано 23 жовтня 2007 у Wayback Machine.], New York Times, Mint тощо.

## Життєпис
Дхрітіман Мукерджі народився в Барасаті, що в індійському штаті Західний Бенгал, у родині Садхана та Сандх'ї Мукерджі. Має дві старші сестри — Нандіні та Маліні. Його батько працював службовцем в Уряді Західної Бенгалії, а також соціальним працівником.
Дитинство Дхрітімана було сповнено любові та підтримки рідних. Дхрітіман мав повну свободу вибору, обираючи професію. Підтримавши вибір сина стати фотографом, батьки Дхрітімана продали частину нерухомості, щоб купити Дхрітіману першу камеру.
Закінчив середню школу в Барасаті (Barasat Peary Charan Sarkar Government High School). Здобув неповну вищу освіту в Державному барасатському коледжі. Дхрітіман не навчався на професійного фотографа, усі навички опановував самотужки.
Уперше Дхрітіман почав проявляти інтерес до дикої природи під час навчання альпінізму в Climbers Circle [Архівовано 23 жовтня 2020 у Wayback Machine.], а також беручи участь у діяльності ради спостерігачів за природою — Prakriti Samsad [Архівовано 23 жовтня 2020 у Wayback Machine.].

## Кар'єра
Дхрітіман Мукерджі розпочав кар'єру фотографа дикої природи на початку 2000 року. На відміну від індійських фотографів, які здебільшого фотографували великих ссавців, Дхрітіман сфокусувався на рідкісних видах тварин. Завдяки навичкам альпінізму та дайвінгу він подорожував Гімалаями, роблячи унікальні знімки бенгальських флоріканів, індійських флоріканів, трагопанів, пакистанських снігурів, андаманських калао тощо. Так він став піонером у популяризації рідкісних видів тварин, привернувши до них увагу громадськості та різноманітних інституцій.
У 2010 році Дхрітіман Мукерджі у складі команди з восьми осіб вирушив у мандрівку національним парком Індії «Великі Гімалаї» у пошуках рідкісних фазанів і бурого ведмедя. Під час цієї експедиції Дхрітіман зробив знімок чорноголовоготрагопана, ставши одним з перших фотографів дикої природи, які сфотографували цього рідкісного птаха в природному середовищі.
За 20 років кар'єри Дхрітіман Мукерджі занурювався в крижане озеро Байкал, щоб сфотографувати байкальську нерпу; пірнав у води Карибського моря на Мексиканському узбережжі, щоб зробити знімки гігантських гостромордих крокодилів; підкорював гори в Конґо, щоб сфотографувати гірських горил; плавав крижаними норвезькими фіордами, роблячи знімки косаток. Також йому доводилося плавати з анакондою у водоймах Бразилії. Дхрітіман сфотографував п'ять найнебезпечніших для людини видів акул — велику білу акулу, тигрову акулу, акулу-бика, довгокрилу акулу й акулу-молот.
У 2016 році Дхрітіман Мукерджі здійснив стоденну мандрівку Гімалаями з індійським композитором Шантану Мойтрою, яку було задокументовано й опубліковано на ютубі під назвою «100 днів у Гімалаях».
Дхрітіман виступав з доповідями перед студентами, політиками, любителями дикої природи та фотографами в таких установах, як-от: в Інституті наукових та інженерних досліджень [Архівовано 24 жовтня 2020 у Wayback Machine.], в Інституті дикої природи Індії, в Університеті Піттсбурга тощо. Постійний спікер під час освітніх подій про захист дикої природи.

## Нагороди
| Рік  | Нагорода                                                          | Категорія                             | Територія |
| 2020 | BBC Wildlife Photographer of the Year                             | Висока оцінка                         | Лондон    |
| 2018 | Siena Drone Awards — Runner up                                    | Друге місце Категорія: дика природа   | Італія    |
| 2015 | Kirloskar Vasundhara Mitra Award                                  | Переможець Категорія: охорона природи | Індія     |
| 2014 | Natures Best Windland Smith Rice International Awards competition | Переможець Категорія: дика природа    | США       |
| 2014 | Royal Bank of Scotland Earth Heroes Award                         | Переможець Категорія: натхнення       | Індія     |
| 2013 | Carl Zeiss Conservation Award                                     | Переможець Категорія: дика природа    | Індія     |
| 2012 | DJ Memorial Photography Contest                                   | Переможець Категорія: природа         | Індія     |

## Цитати
|                                         | Щоб стати кращим фотографом дикої природи, потрібно стати кращим натуралістом. |
| — Дхрітіман Мукерджі, Water world, Mint |                                                                                |

|                                                                                    | З мого досвіду, рідкісні види тварин простіше фотографувати, коли ви знаєте їхню поведінку, або знаєте, якому середовищу існування вони надають перевагу. |
| — Дхрітіман Мукерджі, Mind And Frame: Photographing A Rare Species, Nature inFocus | |

|                                         | Фотографія має робити внесок або своєю майстерністю, або своїм значенням для природознавства. |
| — Дхрітіман Мукерджі, Water world, Mint |                                                                                               |